# Calea Victoriei
Calea Victoriei (Viale della Vittoria) è un grande viale del centro di Bucarest. Esso conduce a Splaiul Independentei (che corre parallelo al fiume Dâmbovița) a nord e poi a nord-ovest fino a Piața Victoriei, dove Șoseaua Kiseleff prosegue verso nord.
È la strada più antica di Bucarest e oggi la via più alla moda.

## Storia

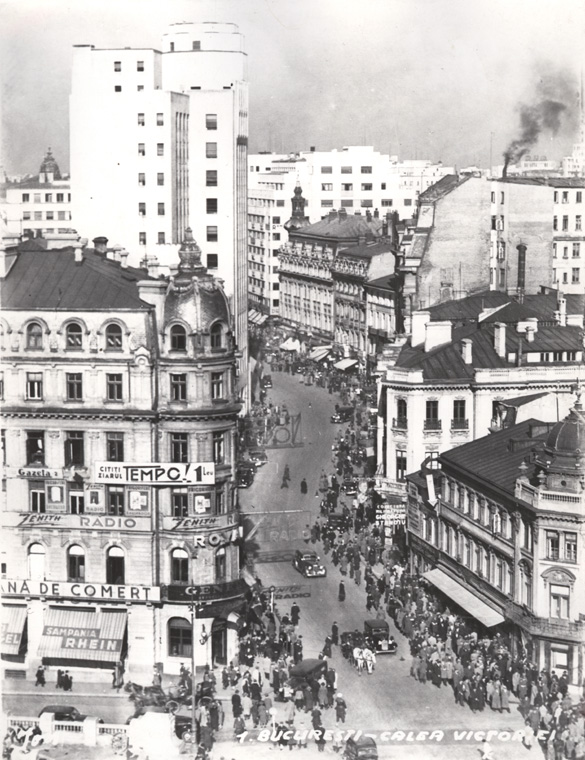
Vista a nord su Calea Victoriei nel 1935. In primo piano l'Hotel Capitol a sinistra, e il ristorante Casa Capsa a destra. L'edificio alto a sinistra è il Palatul Telefoanelor. Rimangono tutti punti di riferimento oggi.

Inizialmente la strada era conosciuta con i nomi Ulita Mare ("Strada Grande") e Drumul Brașovului (Strada di Brașov), essendo parte della rotta commerciale tra Bucarest e la città di Brașov, in Transilvania. Nel 1692, Constantin Brâncoveanu spianò la strada con legno regolarizzandola in parte e facendola passare attraverso i domini di Bălăceni, del Monastero di San Giovanni, il Monastero Zlatari e delle Cantacuzeni fino al Monastero Sărindari. Dal 1692 era conosciuta come Podul Mogoșoaiei (Strada asfaltata di Mogoșoaia), in quanto collegava il centro di Bucarest con il castello di Brâncoveanu a Mogoșoaia.
La maggior parte delle strade nei Balcani a quell'epoca divenivano fangose in primavera e autunno e l'uso del legno impediva questo. Di conseguenza, la strada divenne una delle più importanti opere di costruzione del territorio e una fonte di orgoglio per i bucarestini. L'area che circonda la strada divenne la parte più alla moda di Bucarest. Tuttavia, il legno non è un materiale molto robusto, e spesso era in cattivo stato, nonostante frequenti riparazioni (per esempio, nel 1793 e nel 1814). Fu la prima strada a Bucarest a essere illuminata con candele durante la notte, a partire da luglio 1814. Durante l'occupazione russa dei principati danubiani, all'indomani della Guerra russo-turca, una proroga dalla Piața Victoriei a nord fu costruita da Pavel Kiseleff, il comandante delle truppe di occupazione, ed oggi porta il suo nome. Nel 1842 la strada era lastricata di ciottoli. È stata poi trasformata in asfalto.
La strada venne ribattezzata "Calea Victoriei" il 12 ottobre 1878, dopo la vittoria della Romania nella guerra di indipendenza del 1877-1878.
Oggi ospita diversi negozi di lusso e grandi marche, come Rolex, Gucci, Burberry, Prada, Hugo Boss, Armani, Elie Saab, Ermenegildo Zegna. 

## Edifici e monumenti
I principali edifici e monumenti lungo la strada sono (da nord a sud):
- Palazzo Cantacuzino, che ospita il Museo Enescu George
- Museo di Collezione d'Arte
- Palazzo Știrbey
- Ateneo Palazzo Hilton
- Ateneo rumeno
- Museo nazionale d'arte rumeno
- Biblioteca dell'Università di Bucarest
- Chiesa Kretzulescu
- Piata Revoluției (Piazza della Rivoluzione), compreso il Memoriale della Rinascita
- Palatul Telefoanelor
- Teatro Odeon
- Casa Capsa
- Palazzo del Circolo militare nazionale
- Pasajul Macca-Vilacrosse
- Bucharest Financial Plaza
- Museo nazionale di storia della Romania, con la Statua di Traiano e della Lupa sui suoi passi
- Casa de Economii și Consemnațiuni (CEC)

È stata anche a lungo sede del Teatro di rivista Constantin Tănase (a partire dal 2006, trasferito al distretto di Lipscani), ed è stato il sito del vecchio Teatro Nazionale rumeno, appena a nord di Palatul Telefoanelor. La facciata del teatro venne replicata dal fronte del Bucarest Novotel che aprì nell'estate 2006. L'Ateneo rumeno è leggermente distanziato dalla strada, con un piccolo parco al centro. 
Calea Victoriei era un fiore all'occhiello fra le strade di Bucarest negli anni tra le due guerre. Tudor Ottaviano ha scritto: "Questo è come tutto di Bucarest sarebbe se ci fosse stato permesso..., se i suoi costruttori fossero stati abbastanza intelligenti". Dopo circa mezzo secolo di declino, è tornata recentemente  a ricoprire questo ruolo. Il Museo Nazionale d'Arte rumeno (ex palazzo reale) e la Biblioteca Universitaria dall'altra parte della strada (danneggiata durante la rivoluzione del 1989) sono stati restaurati nel 1990. Palatul Telefoanelor è stato restaurato tra il 1997-2005, e c'è stato un rinnovamento continuo della strada con la costruzione di molti alberghi, tra cui il Palazzo Athénée, il Majestic, il Campidoglio e il Capsa Hotel. A partire dal 2010, il Grand Hotel du Boulevard è in fase di restauro, mentre la ristrutturazione della Continental e la Novotel è stata completata.